# Aksel Madsen (fodboldspiller)
Aksel Madsen (født 9. april 1927 i Vejle, død 5. november 1977 i Allerød) var en dansk fodboldspiller, som spillede i AGF. Han fik en enkelt kampe på det danske landshold.

Aksel Madsen skiftede i 1946 fra Vejle B til AGF, da han begyndte på økonomistudiet ved Aarhus Universitet. Aksel Madsen var med AGF med til at vinde 2. division i 1953 og fik også enkelte kampe i sæsonen 1954-55, da AGF vandt klubbens første danske mesterskab.

Aksel Madsen spillede i 1949 en enkelt landskamp. Det var mod Finland 11. september 1949. I 1952 blev han udtaget til en landskamp mod Holland, men kom ikke på banen.)